# Piotr Klimuk
Piotr Ilitch Klimuk (bielorrusso: Пётр Ільі́ч Кліму́к; russo: Пётр Ильи́ч Климу́к; (Komarova, 10 de Julho de 1942), é um ex-cosmonauta soviético que participou de três voos ao espaço.
Kliumuk era membro da Leninski Komsomol Chernigov High Aviation School e entrou na Força Aérea Soviética em 1964. No ano seguinte foi selecionado para entrar no programa espacial.
Seu primeiro voo foi um longo teste na Soyuz 13 em 1973. Isto foi seguido por uma missão na estação espacial Salyut 4 na Soyuz 18 em 1975.
Em 1976 ele se envolveu no Intercosmos e fez seu terceiro e último voo em uma missão do Intercosmos com o cosmonauta polonês Mirosław Hermaszewski na Soyuz 30.
Ele resignou-se do time de cosmonautas em 1978 para assumir uma posição como assistente do chefe do Centro de Treinamento de Cosmonautas Yuri Gagarin. Em 1991 ele foi promovido para o chefe deste local e permaneceu nesta posição até se aposentar em 2003.
Klimuk é graduado da Academia da Força Aérea Gagarin e do Lenin Military Political Academy.
Possui um grande número de prêmios, incuindo o Herói da União Soviética (duas vezes), o Ordem de Lenin (três vezes), o Ordem de Krest Grunwald polonês, uma Medalha Dourada Tsiolkovsk, uma Medalha Dourada Gagarin, e uma medalha dourada da Academia de Ciências Polonesa. Ele foi nomeado cidadão honorário nas cidades de Kaluga, Gagarin, e Dzhezkasgan.
É o autor de dois livros sobre os voos espaciais humanos: Beside the Stars, e Attack on Weightlessness.